# 4042 Okhotsk
4042 Okhotsk è un asteroide della fascia principale. Scoperto nel 1989, presenta un'orbita caratterizzata da un semiasse maggiore pari a 2,4222114 UA e da un'eccentricità di 0,1377993, inclinata di 3,52696° rispetto all'eclittica.